# 1650-es évek
Évszázadok: 16. század · 17. század · 18. század
Évtizedek: 1600-as évek · 1610-es évek · 1620-as évek · 1630-as évek · 1640-es évek · 1650-es évek · 1660-as évek · 1670-es évek · 1680-as évek · 1690-es évek · 1700-as évek
Évek: 1650 · 1651 · 1652 · 1653 · 1654 · 1655 · 1656 · 1657 · 1658 · 1659